# G8 auf Wolke Sieben
G8 auf Wolke Sieben (Originaltitel: The Girl in the Café) ist ein britischer Fernsehfilm von Regisseur David Yates aus dem Jahr 2005 mit Bill Nighy und Kelly Macdonald in den Hauptrollen.

## Handlung
Lawrence arbeitet als Referent des britischen Finanzministers. Der einsame, gealterte und schüchterne Mann trifft in einem Café die junge Gina, in die er sich schon beim zweiten Treffen verliebt. Als Lawrence mit Gina zum Gipfeltreffen der G8 nach Reykjavík fährt, auf dem Schritte zur Eindämmung der weltweiten Armut beschlossen werden sollen, gerät er nicht nur privat in eine prekäre Situation nach der nächsten, sondern auch beruflich, da Gina die versammelten Politiker mit kritischen Fragen konfrontiert und ihn mehr und mehr von seiner Arbeit ablenkt.

## Hintergrund
- die deutsche Erstausstrahlung war am 14. Juli 2006 auf ARTE.[1]

- Island, in deren Hauptstadt Reykjavík sich die Politiker im Film versammeln, gehört nicht zur Gruppe der Acht. Deshalb fand dort noch nie ein Treffen dieser Organisation statt.

- 2007 erschien eine deutsche Neuverfilmung unter dem Titel Frühstück mit einer Unbekannten. Die Handlung wurde auf den realen G8-Gipfel in Heiligendamm (2007) übertragen; fiktiv blieben die dargestellten Personen wie auch die Politiker und Regierungschefs.[2]

## Kritiken
„Überzeugend gespielte, amüsante romantische (Fernseh-)Komödie mit ernsthaftem Hintergrund.“

## Auszeichnungen
- 2006 Emmy[3]
  - Bester Fernsehfilm
  - Bestes Drehbuch für eine Miniserie, einen Fernsehfilm oder ein Special an Richard Curtis
  - Beste Nebendarstellerin in einer Miniserie oder einem Fernsehfilm für Kelly Macdonald
  - und vier weitere Nominierungen